# Cândido Costa
Cândido Costa (n. 30 aprilie 1981, São João da Madeira, Zona metropolitană Porto⁠(d), Portugalia) este un fotbalist portughez care joacă la clubul portughez FC Arouca pe postul de fundaș dreapta.